# Magny (Yonne)
Magny je francouzská obec v departementu Yonne, v regionu Burgundsko-Franche-Comté. V roce 2008 zde žilo 808 obyvatel.